# Erycibe

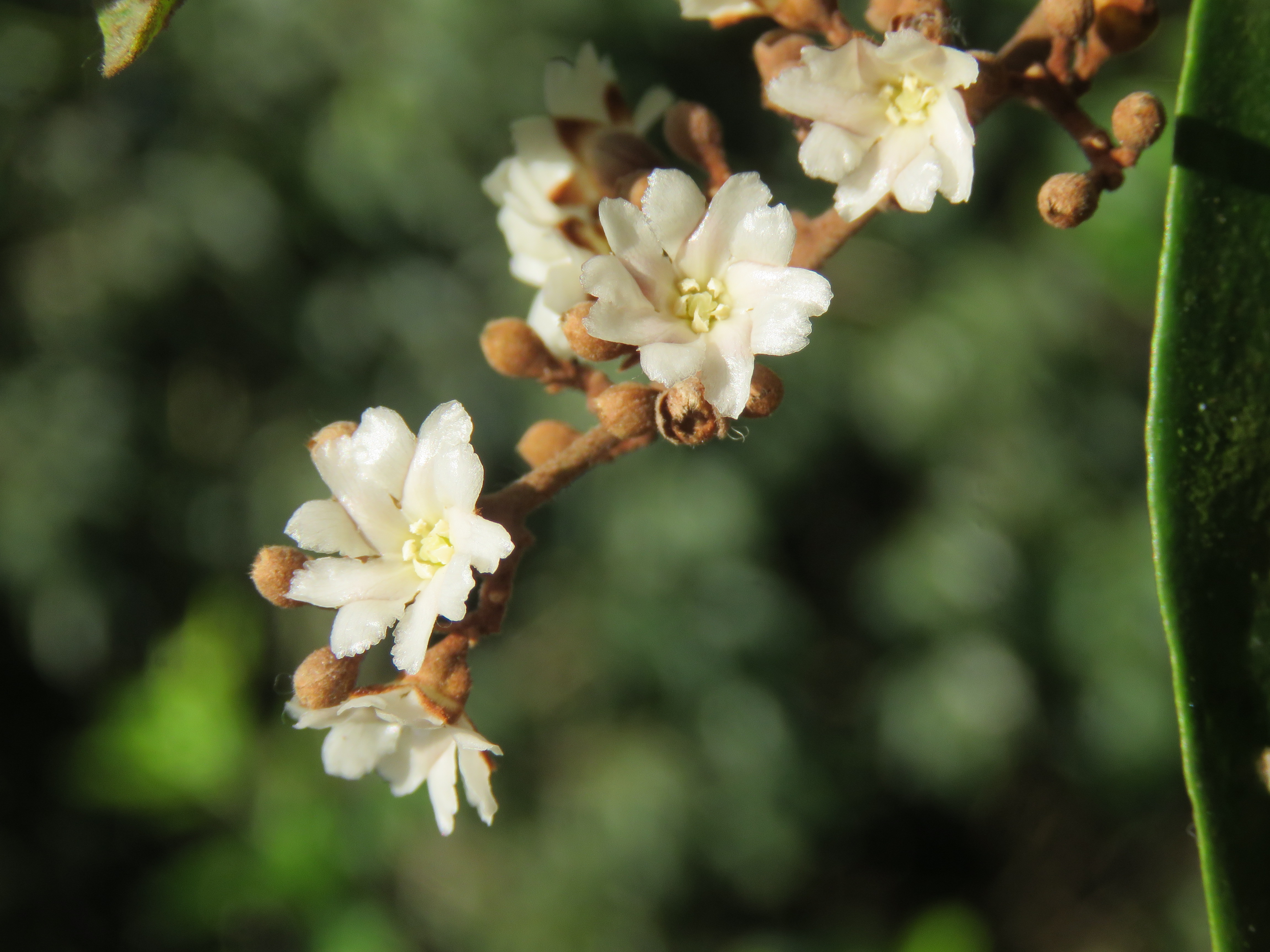
Kwiaty Erycibe paniculata

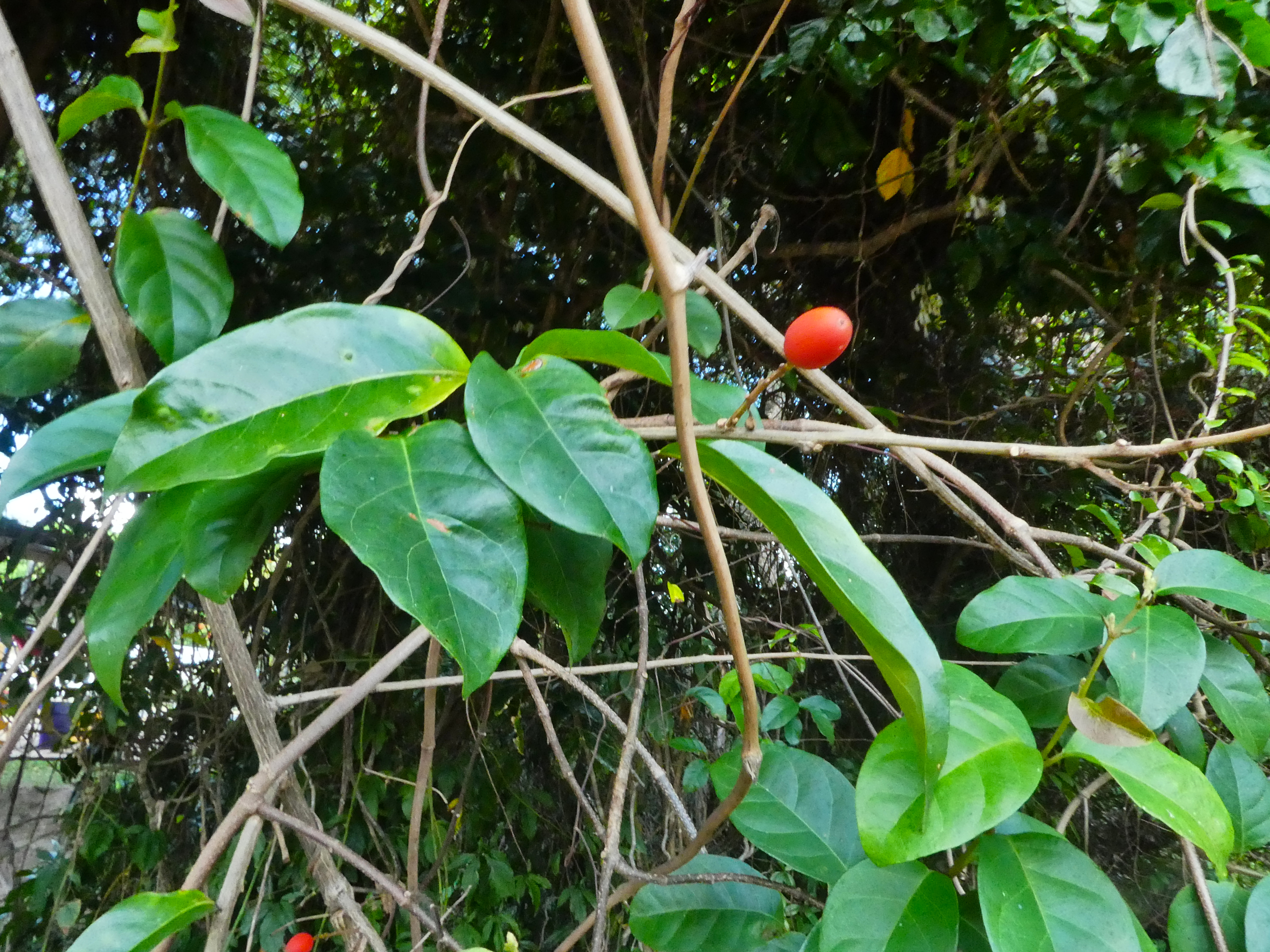
Erycibe coccinea

Erycibe – rodzaj roślin z rodziny powojowatych (Convolvulaceae). Obejmuje 73 gatunki. Występują one w strefie tropikalnej i subtropikalnej południowej i wschodniej Azji (od Indii po Japonię) oraz w zachodniej Oceanii i w północnej Australii.

## Morfologia
PokrójKrzewy o pędach wspinających się i pnących nagich lub czerwono owłosionych, włoski dwuramienne i gwiazdkowate.
LiścieOgonkowe, całobrzegie, cienkie lub skórzaste.
KwiatyDrobne, wonne, skupione w kwiatostany wiechowate lub groniaste, wsparte drobnymi i szybko odpadającymi podsadkami. U Erycibe ramiflora występuje kaulifloria. Działki kielicha wolne, trwałe, skórzaste i zwykle owłosione. Korona biała lub żółta, z krótką rurką, poza którą jest głęboko rozcięta na 5 łatek, które na szczycie często są dodatkowo rozcięte na dwie części. Pręciki są schowane w rurce korony. Zalążnia jest kulistawa lub elipsoidalna, jednokomorowa, z czterema zalążkami. Szyjka słupka z niemal siedzącym, stożkowatym znamieniem wyróżniającym się 5–10 ramionami.
OwoceJednonasienna, mniej lub bardziej mięsista jagoda.

## Systematyka
Pozycja systematyczna
Rodzaj z monotypowego plemienia Erycibeae z podrodziny Convolvuloideae w obrębie rodziny powojowatych (Convolvulaceae).
Wykaz gatunków 
- Erycibe aenea Prain
- Erycibe albida Prain
- Erycibe beccariana Hoogland
- Erycibe borneensis (Merr.) Hoogland
- Erycibe brassii Hoogland
- Erycibe brunneopilosa Kochaiph. & Utteridge
- Erycibe bullata Ridl. ex Hoogland
- Erycibe carrii Hoogland
- Erycibe citriniflora Griff.
- Erycibe clemensiae Ooststr.
- Erycibe coccinea (F.M.Bailey) Hoogland
- Erycibe cochinchinensis Gagnep.
- Erycibe coriacea Wall. ex Choisy
- Erycibe crassipes Ridl. ex Hoogland
- Erycibe crassiuscula Gagnep.
- Erycibe elliptilimba Merr. & Chun
- Erycibe expansa Wall. ex G.Don
- Erycibe festiva Prain
- Erycibe floribunda Pilg.
- Erycibe forbesii Prain
- Erycibe glaucescens Wall. ex Choisy
- Erycibe glomerata Blume
- Erycibe grandiflora Adelb. ex Hoogland
- Erycibe grandifolia Merr. ex Hoogland
- Erycibe griffithii C.B.Clarke
- Erycibe hainanensis Merr.
- Erycibe hellwigii Prain
- Erycibe henryi Prain
- Erycibe hollrungii Hoogland
- Erycibe impressa Hoogland
- Erycibe induta Pilg.
- Erycibe kinabaluensis Hoogland
- Erycibe laurifolia D.G.Long
- Erycibe leucoxyloides King ex Ridl.
- Erycibe macrophylla Hallier f.
- Erycibe magnifica Prain
- Erycibe maingayi C.B.Clarke
- Erycibe malaccensis C.B.Clarke
- Erycibe micrantha Hallier f.
- Erycibe myriantha Merr.
- Erycibe nitidula Pilg.
- Erycibe obtusifolia Benth.
- Erycibe oligantha Merr. & Chun
- Erycibe paniculata Roxb.
- Erycibe papuana Wernham
- Erycibe pedicellata Ridl. ex Hoogland
- Erycibe peguensis (C.B.Clarke) Prain
- Erycibe praecipua Prain
- Erycibe puberula Hoogland
- Erycibe ramiflora Hallier f.
- Erycibe ramosii Hoogland
- Erycibe rheedei Blume
- Erycibe sangiheensis Kochaiph. & Utteridge
- Erycibe sapotacea Hallier f. & Prain ex Prain
- Erycibe sargentii Merr.
- Erycibe schlechteri Pilg.
- Erycibe schmidtii Craib
- Erycibe sericea Hoogland
- Erycibe sinii F.C.How
- Erycibe stapfiana Prain
- Erycibe stenophylla Hoogland
- Erycibe strigosa Prain
- Erycibe subglabra Scheff. ex Hoogland
- Erycibe subsericea Hoogland
- Erycibe subspicata Wall. ex G.Don
- Erycibe sumatrensis Merr.
- Erycibe terminaliflora Elmer
- Erycibe timorensis Hallier f. ex Hoogland
- Erycibe tixieri Deroin
- Erycibe tomentosa Blume
- Erycibe trichocarpa Kochaiph. & Utteridge
- Erycibe villosa Forman
- Erycibe zippelii Hoogland